# Liste von Käsesorten aus Portugal
Diese Liste enthält Käsesorten aus Portugal.

## Liste
| Herkunftsbezeichnung                                                                                                   | Region                                | Milch von:                        | Schutz | Typ         | Abbildung |
| --- | ------------------------------------- | --------------------------------- | ------ | ----------- | --------- |
| Queijo de Azeitão | Serra da Arrábida                     | Schaf                             | DOP    | Schnittkäse |           |
| Queijos da Beira Baixa, auch Queijo de Castelo Branco, Queijo Amarelo da Beira Baixa und Queijo Picante da Beira Baixa | Distrikt Castelo Branco (Beira Baixa) | Schaf und Ziege                   | DOP    |             |           |
| Queijo de Cabra Transmontano                                                                                           | Trás-os-Montes e Alto Douro           | Ziege                             | DOP    |             |           |
| Queijo de Évora | Évora                                 | Schaf                             | DOP    |             |           |
| Queijo mestiço de Tolosa                                                                                               | Tolosa                                | Schaf und Ziege                   | g.g.A. |             |           |
| Queijo de Nisa | Nisa                                  | Schaf                             | DOP    |             |           |
| Queijo do Pico | Insel Pico                            | Kuh                               | DOP    | Weichkäse   |           |
| Queijo S. Jorge | Insel São Jorge                       | Kuh                               | DOP    |             |           |
| Queijo Serra da Estrela                                                                                                | Serra da Estrela                      | Schaf                             | DOP    | Schnittkäse |           |
| Queijo Rabaçal | Serra do Sicó (Região Centro)         | Schaf und Ziege                   | DOP    | Hartkäse    |           |
| Queijo Serpa | Serpa und Umland                      | Schaf                             | DOP    |             |           |
| Queijo Terrincho | Trás-os-Montes e Alto Douro           | Schafsorte Churra da Terra Quente | DOP    |             |           |